# Nils von Kantzow
Nils Gustav von Kantzow (Solna, Comtat d'Estocolm, 30 d'agost de 1885 – Björkedal, Herrljunga, Västra Götaland, 7 de febrer de 1967) va ser un militar i gimnasta suec que va competir a principi del segle xx.
Fill d'un oficial de l'exèrcit i professor de gimnàstica, Von Kantzow es va treure el batxillerat el 1903 i posteriorment es graduà a l'escola militar. El 1905 ja era segon tinent, tinent el 1908 i capità el 1916. El 1926 va rebre l'Orde de l'Espasa.
El 1908 va prendre part en els Jocs Olímpics d'estiu de Londres, on guanyà la medalla d'or en la prova del concurs complet per equips, com a membre de l'equip suec.
El 1910 es casà amb Carin Axelina Hulda Fock, de qui se separà el 1922. Posteriorment Fock es casà amb el destacat nazi Hermann Göring.